# Place fortifiée de Metz
Les forts de Metz constituent deux ceintures fortifiées autour de la ville de Metz en Lorraine. Construits selon les théories de Séré de Rivières à la fin du Second Empire et de Hans von Biehler pendant l’annexion allemande, ils valurent à la ville la réputation d’être la première place forte du Reich allemand. Ces fortifications sont particulièrement soignées en raison de la position stratégique de cette ville entre la France et l’Allemagne. Les forts détachés et les groupes fortifiés de l’agglomération messine furent épargnés durant la Première Guerre mondiale, mais prouvèrent tout leur potentiel défensif au cours de la bataille de Metz, à la fin de la Seconde Guerre mondiale.

## Contexte historique

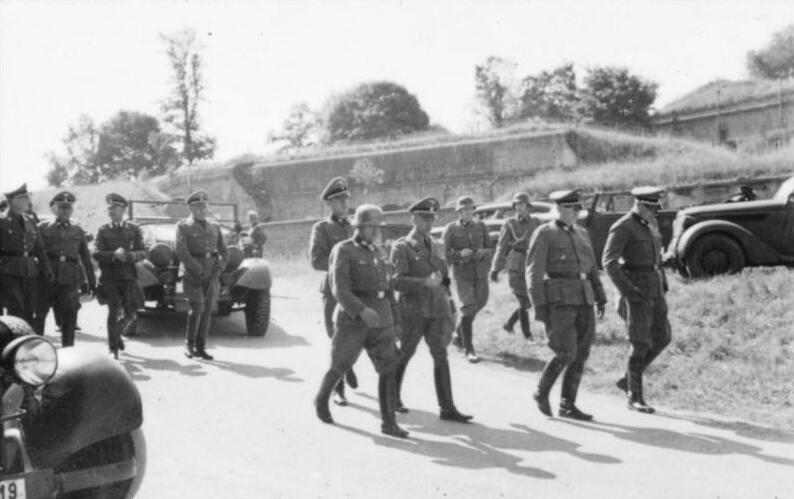
Fort de Plappeville : inspection d’Himmler et de Sepp Dietrich le 7 septembre 1940.

Avant l’invention de l’artillerie rayée, la place de Metz était considérée comme imprenable. Au cours du XIXe siècle, les progrès de l’artillerie obligèrent les ingénieurs français à concevoir un nouveau système défensif autour de la place forte de Metz, la première ceinture fortifiée. Pour ces travaux exceptionnels, le maréchal Niel affecte spécialement une somme de douze millions de francs or. Le dispositif est à l’origine composé de quatre forts avancés et détachés, les forts du Saint-Quentin et de Plappeville à l’ouest, et ceux de Saint-Julien et de Queuleu à l’est. Ce dispositif, conçu notamment par le colonel Séré de Rivières, était inachevé en 1870.
Après le traité de Francfort, le système défensif de Metz est complété par les ingénieurs militaires allemands, par la construction de sept autres forts, entre 1871 et 1898. Ces forts, construits selon les théories de Hans von Biehler, constituent la première ceinture fortifiée de Metz. L’objectif de cette première ceinture était de tenir à distance l’assaillant, l’obligeant à s’établir à une distance telle que la ville au cœur du dispositif ne pouvait plus être directement bombardée. Les forts pouvaient en outre appuyer de leurs feux, les mouvements des troupes, lors des manœuvres à l’extérieur de ce camp retranché.
Afin de tenir compte des progrès de l’artillerie, la première couronne de forts fut doublée par une seconde ceinture fortifiée, composée de neuf groupes fortifiés, entre 1899 et 1916. Basés sur de nouveaux concepts défensifs, tels que la dispersion et la dissimulation, les groupes fortifiés devaient constituer, en cas d’attaque, un barrage infranchissable pour les forces françaises. Les fortifications de Metz faisaient partie d’un programme de fortifications plus vaste, appelé « Moselstellung », et englobant des forteresses disséminées entre Thionville et Metz, dans la vallée de la Moselle. L’objectif de l’Allemagne était, d’une part, de se protéger contre une attaque française visant à reprendre l’Alsace et la Moselle à l’Empire allemand. D’autre part, de former un poste avancé dans les défenses françaises, capable de servir de base arrière à une offensive allemande.
Pour ce point stratégique majeur pour la défense de l’empire, l’état-major allemand poursuivit sans discontinuer les travaux des fortifications jusqu'à la Première Guerre mondiale. L’empereur Guillaume II, qui venait régulièrement à Metz pour inspecter les travaux, déclara à ce propos « Metz et son corps d’armée constituent une pierre angulaire dans la puissance militaire de l’Allemagne, destinée à protéger la paix de l’Allemagne, voire de toute l’Europe, paix que j'ai la ferme volonté de sauvegarder ». Metz intra-muros est alors une ville de garnison allemande animée, où se côtoient des Bavarois aux casques à chenille, des Prussiens et des Saxons aux casques à pointe et aux uniformes vert sombre, ou encore des Hessois aux uniformes vert clair. Cette garnison allemande, qui oscille entre 15 000 et 20 000 hommes au début de la période, dépasse 25 000 hommes avant la Première Guerre mondiale. Beaucoup d’officiers allemands, appartenant à l’aristocratie militaire prussienne, s'installent à Metz avec leur famille. Cela explique que plus d’une quarantaine de généraux allemands ont vu le jour à Metz. Au hasard des mutations, les plus grands noms de l’armée allemande, comme Göring, Ribbentrop ou Guderian, sont par ailleurs passés par Metz, acquérant la conviction que cette place forte, jugée inexpugnable, était définitivement allemande. À la veille de la Première Guerre mondiale, Metz était donc devenue l'une des premières places fortes au monde. Paradoxalement, la ville fortifiée ne fut que peu touchée par les combats de la Première Guerre mondiale, hormis les bombardements aériens de l'aviation française. Malgré les bombardements dans le quartier de la gare, c'est dans une ville globalement intacte que les troupes françaises feront leur entrée le 18 novembre 1918.
Finalement, ces fortifications du XIXe siècle et du début du XXe siècle ne prouveront leur potentiel défensif qu'à la fin de la Seconde Guerre mondiale. Au cours de la bataille de Metz, les forts de Metz, malgré les outrages du temps, des troupes en sous-effectif, et un manque flagrant en armements, en blindages et en équipements optiques, bloquèrent une puissante armée, bien supérieure à l’armée française de 1914.

## Conception d'ensemble
Les forts sont généralement composés d’une ou plusieurs « casernes fortes », entourées de casemates ou de blockhaus plus petits. Ces « casernes fortes », enterrées sur trois côtés, tournent le dos aux tirs ennemis, n’offrant aux regards qu’une façade appareillée pour les plus anciennes, ou bétonnée pour les plus récentes. Les casernes ont généralement des murs de plus de deux mètres d’épaisseur et une couverture de plusieurs mètres de terre compactée, souvent renforcée après 1900 par une chape de béton d’un à deux mètres d’épaisseur. Des tunnels souterrains relient souvent les différentes structures entre elles. Les forts les plus anciens sont entourés de larges fossés, véritables douves sèches, dont la profondeur atteint par endroits une dizaine de mètres. À partir de 1900, le béton armé remplace définitivement les façades en pierres de taille. Des casemates de flanquement, armées de canons ou de mitrailleuses, et des observatoires, renforcent souvent le dispositif défensif. Des galeries « de contremines » sont parfois placées en avant des ouvrages. Les groupes fortifiés sont systématiquement dotés de centrales électriques autonomes. Ces forts, déjà entourés de fossés et d'un réseau dense de fils de fer barbelés, ont parfois été renforcés par des pieux antichars, après 1930.

### Forts de la première ceinture fortifiée

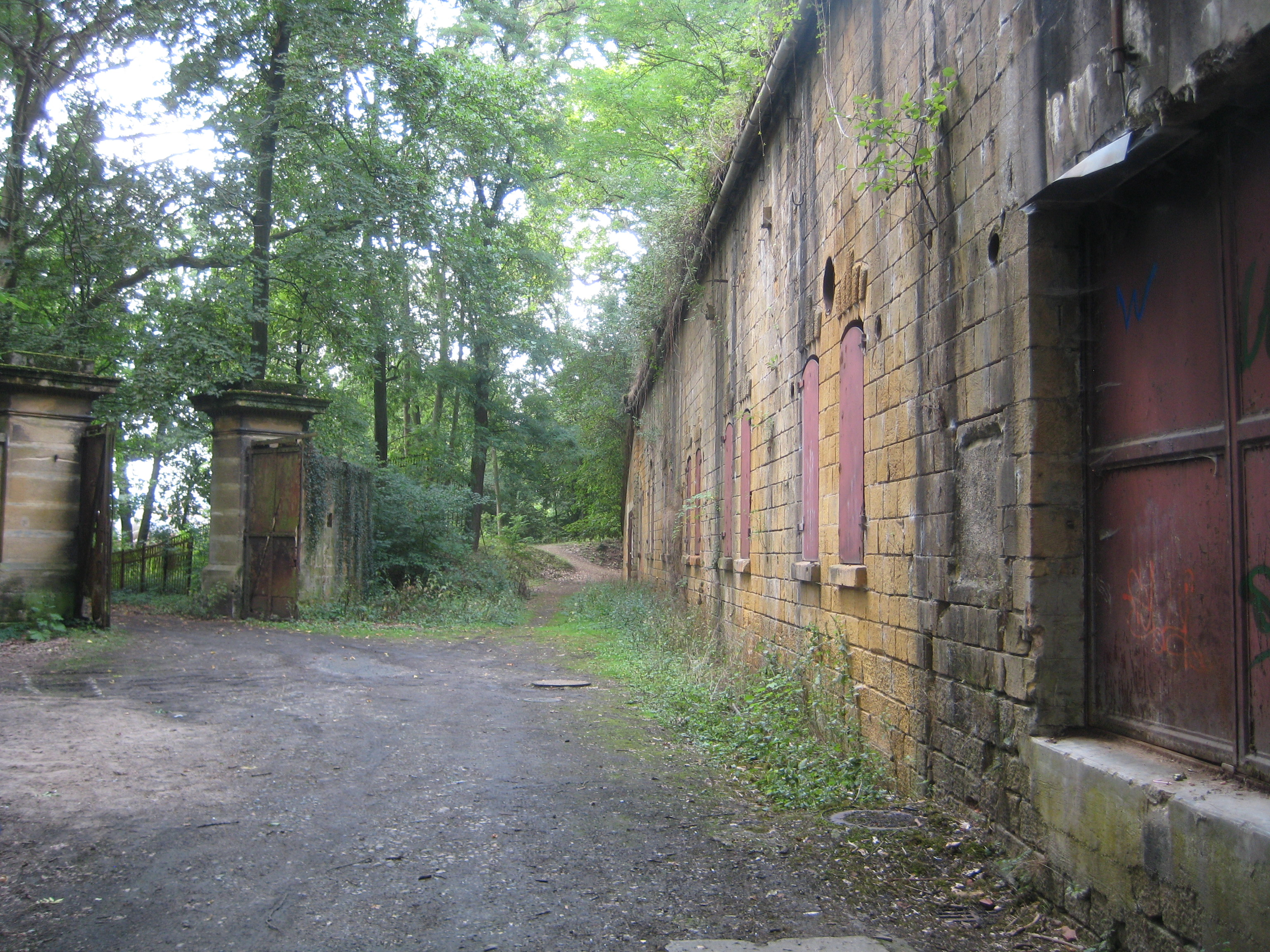
Fort Gambetta (fort Hindersin), 1879-1881.

- Fort Saint-Privat (1870) / Fort Prinz August von Württemberg (1872-1875)
- Fort de Queuleu (1867-1870) / Fort Goeben (1871-1890) : au sud-est
- Fort des Bordes (1870) / Fort von Zastrow (1874-1875) : à l’est, complètement enterré entre les quartiers de Borny et Vallières-Les Bordes
- Fort de Saint-Julien (1867-1870) / Fort Manteuffel (1871-1891)
- Fort Gambetta / Fort Hindersin (1879-1881)
- Fort Déroulède / Fort Kameke (1876-1879)
- Fort Decaen / Fort Schwerin (1878-1880)
- Fort de Plappeville (1867-1870) / Fort Alvensleben (1871-1891) : au sud-ouest
- Groupe fortifié du Saint-Quentin (1867-1870) / Feste Prinz Friedrich-Karl (1872-1892)
  - Fort Diou (1867-1870) / Ostfort (1872-1892)
  - Fort Girardin / Fort Mannstein (1872-1892)

### Forts de la seconde ceinture fortifiée
Pour un article plus général, voir Moselstellung.

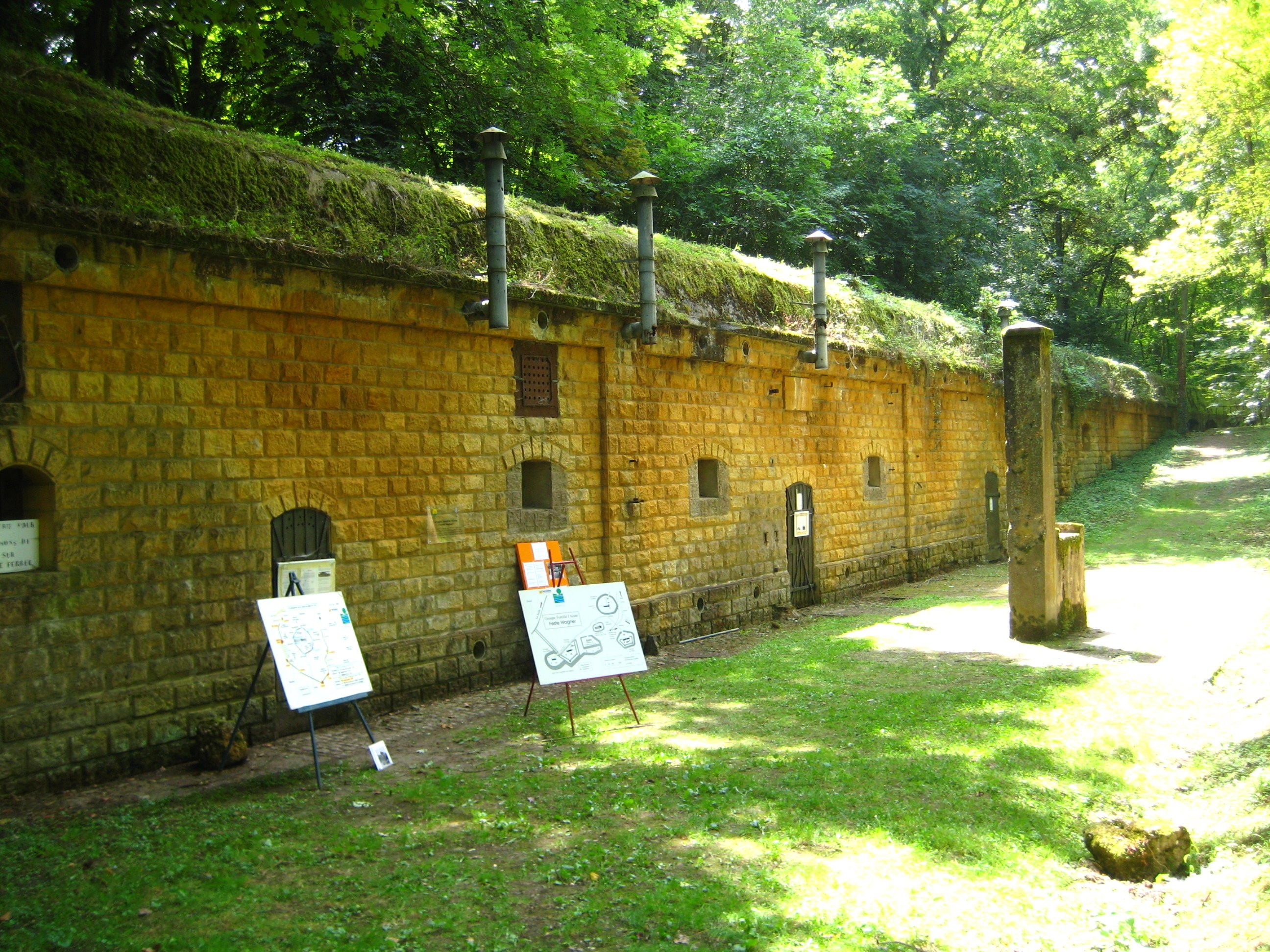
Groupe fortifié l’Aisne (Feste Wagner), 1904-1912

- Groupe fortifié l’Aisne / Feste Wagner (1904-1912)
- Groupe fortifié Driant / Feste Kronprinz (1899-1905)
- Groupe fortifié François de Guise / Feste Leipzig (1907-1912)
- Groupe fortifié Jeanne-d’Arc / Feste Kaiserin (1899-1905)
- Groupe fortifié Lorraine / Feste Lothringen (1899-1905)
- Groupe fortifié La Marne/ Feste Freiherr von der Goltz (1907-1916)
- Groupe fortifié Verdun / Feste Graf Haeseler (1899-1905)
- Groupe fortifié l’Yser / Feste Prinzregent Luitpold (1907-1914)
- Groupe fortifié Malroy (projet non réalisé)

### Ouvrages d'infanterie
À partir de 1905, pas moins de onze ouvrages secondaires voient le jour pour renforcer le rideau défensif au nord-ouest de Metz. L’ouvrage Sainte-Anne, l’ouvrage du Wolfsberg (Kellermann), ainsi que les ouvrages de Moscou, Leipzig et Saint-Vincent sont construits entre les groupes fortifiés Lothringen et Kaiserin. Devant la Feste Lothringen, plusieurs autres ouvrages d’infanterie sont construits, l’ouvrage de Fèves, d’Horimont I, II, III (Canrobert), d’Amanvillers et de Vémont (Richepance). Tous ces ouvrages comportent des casemates d’infanterie, et sont entourés de fossés, et de fils barbelés. Au sud-ouest, où l’on attend l’attaque française, pas moins de sept ouvrages secondaires sont construits entre 1912 et 1916, entre les Feste Kaiserin et Kronprinz. En raison de leur vulnérabilité par rapport aux groupes fortifiés de la seconde ceinture fortifiée, ce groupe d’ouvrages est surnommé « The seven Dwarves », les « Sept nains », par les GIs de la IIIe armée américaine, au cours de la bataille de Metz, qui se déroula entre septembre et décembre 1944.
- Ouvrage d'infanterie de Fèves / Infanterie-Werk Fèves au nord-ouest de Metz.
- Ouvrage d'infanterie Champagne / Infanterie-Werk Mey (1907-1912) à l’est des forts Saint-Julien et Des Bordes.
- Ouvrage d’infanterie Lauvallière / Infanterie-Werk Belle-Croix (1908-1914) à l’est des forts Saint-Julien et Des Bordes.
- Ouvrage d'infanterie de Chesny-nord / Infanterie-Werk Chesny (1907-1911), entre les forts de la Marne et de l’Yser.
- Ouvrage d'infanterie de Chesny-sud / Infanterie-Werk Chesny (1907-1911) entre les forts de la Marne et de l’Yser.
- Ouvrage d’infanterie de Bois-la-Dame / Infanterie-Werk Bois-la-Dame (1913-1916), entre Driant et Jeanne-d’Arc (Seven Dwarfs).
- Ouvrage d’infanterie de Marival / Infanterie-Werk Marival (1912-1916), entre Driant et Jeanne-d’Arc (Seven Dwarfs).
- Point d’appui Vaux Sud (1912-1916), entre Driant et Jeanne-d’Arc (Seven Dwarfs).
- Point d’appui Vaux Nord (1912-1916), entre Driant et Jeanne-d’Arc (Seven Dwarfs).
- Point d’appui Jussy Sud (1912-1916), entre Driant et Jeanne-d’Arc (Seven Dwarfs).
- Point d’appui Jussy Nord (1912-1916), entre Driant et Jeanne-d’Arc (Seven Dwarfs).
- Point d’appui Saint-Hubert (1912-1916), entre Driant et Jeanne-d’Arc (Seven Dwarfs).
- Point d’appui Kellermann / Wolfsberg-Stellung (1904-1906), à l’est du groupe fortifié Lorraine.
- Point d’appui des Carrières d’Amanvillers / Steinbruch-Stellung (1912-1916), au nord-ouest du groupe fortifié Lorraine.
- Point d’appui Canrobert / Horimont-Stellung (1912-1916), au nord du groupe fortifié Lorraine.
- Point d’appui Richepance / Batterie Vemont, au nord du groupe fortifié Lorraine.
- Point d’appui de Moscou, entre les groupes fortifiés Lorraine et Jeanne-d’Arc.
- Point d’appui St-Vincent, entre les groupes fortifiés Lorraine et Jeanne-d’Arc.
- Point d’appui Leipzig, entre les groupes fortifiés Lorraine et Jeanne-d’Arc.

### Ouvrages d'artillerie
Des batteries de canons sur affûts cuirassés sont construites entre les forts des première et seconde ceintures fortifiées et à l’est de la seconde ceinture :
- batteries à l’intérieur de la première ceinture fortifiée :
  - batterie du Canal (1875-1877), à Montigny-lès-Metz ;
  - batterie du chêne, au sud du fort Déroulède ;
  - batteries de Plappeville, entre fort de Plappeville et le groupe fortifié du Saint-Quentin ;
  - batterie du Sablon, entre fort Saint-Privat et fort de Queuleu ;
  - batterie de Queuleu, à l’arrière du fort de Queuleu ;
- batteries à l’intérieur de la seconde ceinture fortifiée ;
  - batterie Sainte-Agathe, au nord des fort Déroulède et Gambetta ;
  - batterie de Montvaux, à l’est du groupe fortifié François de Guise ;
  - batterie de Châtel, au nord est du groupe fortifié Jeanne-d’Arc ;
  - batterie d’Ars, à l’est du groupe fortifié Driant ;
  - batterie de Crépy, au sud du fort de Queuleu ;
  - batterie des Veaux, au nord du groupe fortifié l’Yser ;
  - batterie du trou du lièvre, à l’est des forts Saint-Julien et Des Bordes.

Pour protéger le front à l’est de la seconde ceinture fortifiée, quatre ouvrages d’artillerie furent construits entre 1905 et 1909. Du nord au sud, la batterie de Sainte-Barbe (1907-1909) contrôle la route de Bouzonville, la batterie de Silly (1905-1908) et la batterie de Mont (1905-1907) contrôlent la route de Sarrebruck, et la batterie de Sorbey (1905-1908) contrôle la route de Morhange.
- batteries à l’est de la seconde ceinture fortifiée :
  - batterie de Sainte-Barbe / Batterie Lemmersberg (1907-1909) ;
  - batterie de Silly / Batterie Lemmersberg (1905-1908) ;
  - batterie de Mont /Batterie Mont (1905-1907) ;
  - batterie de Sorbey /Batterie Sorbey (1905-1908).
  - batterie de Landremont.

En plus des constructions fixes, des emplacements pour pièces d'artillerie mobiles ont été aménagés à des endroits stratégiques, à Metz même, mais surtout sur la seconde ceinture fortifiée. Montés sur affuts blindés, les canons pouvaient être déplacés par chemin de fer ou par la route. La plupart de ces pièces rejoindront le front en 1914.

### Autres infrastructures militaires
Outre ces forts avancés, de nombreuses casernes de cette époque, comme les quartiers Barbot, Bridoux, Colin, Desvallières, Dupuis, Féraudy, Lattre-de-Tassigny, Lizé, Raffenel, Reymond, Riberpray, Roques, Séré-de-Rivières, Serret, Steinmetz, ou Thomassin, ainsi que de nombreux terrains militaires dans l’agglomération messine et les communes avoisinantes, rappellent le passé militaire de la ville de Metz. Toute une infrastructure routière et ferroviaire a, par ailleurs, été spécialement créée pour desservir les différents sites militaires. Enfin, un réseau téléphonique centralisé reliait l'ensemble de ces sites à l'état-major de la place.

### Cartes
| Saint-Privat Queuleu Bordes Saint-Julien Déroulède Decaen Champagne Lauvallières Saint-Quentin Gambetta Plappeville |

| Aisne Driant F.-de-Guise J.-d'Arc Lorraine Marne Verdun Yser Fèves Chesny-nord Chesny-sud Bois-la-Dame Marival |

## Gouverneurs (1871-1918)
| Grade                                  | Nom                           | Date                                |
| -------------------------------------- | ----------------------------- | ----------------------------------- |
| Generalleutnant                        | Julius von Loewenfeld         | 28 octobre 1870 au 26 juin 1871     |
| Generalleutnant                        | Georg Ferdinand von Bentheim  | 15 juillet 1871 au 7 mars 1873      |
| Generalleutnant                        | Adolf von Glümer              | 8 mars au 10 octobre 1873           |
| Generalleutnant/General der Infanterie | Christoph von Schmidt         | 11 octobre 1873 au 11 novembre 1876 |
| Generalleutnant/General der Infanterie | Kurt von Schwerin             | 19 novembre 1876 au 13 avril 1884   |
| Generalleutnant                        | Emil von Conrady              | 15 avril 1884 au 2 novembre 1885    |
| Generalleutnant                        | Rudolf von Bercken (de)       | 3 novembre 1885 au 26 janvier 1888  |
| Generalleutnant/General der Infanterie | Rudolf von Oppeln-Bronikowski | 27 janvier 1888 au 19 mars 1890     |
| Generalleutnant/General der Infanterie | Emil von Fischer (de)         | 24 mars 1890 au 12 mars 1894        |
| Generalleutnant/General der Infanterie | Arno von Arndt (de)           | 17 mars 1894 au 6 juillet 1896      |
| Generalleutnant/General der Artillerie | Anton von Froben (de)         | 18 juillet 1896 au 2 mai 1901       |
| Generalleutnant/General der Infanterie | Louis Stoetzer                | 3 mai 1901 au 17 mai 1903           |
| General der Kavallerie                 | Maximilian von Hagenow (de)   | 1903 à 1906                         |
| Generalleutnant/General der Infanterie | Hans von Arnim (de)           | 1906 au 2 mars 1910                 |